# Rossana (chanson)
Rossana est une chanson du chanteur français Ringo (son vrai nom est Guy Bayle) sortie en 1975 en France chez Carrère. Le disque atteint en France les 200 000 exemplaires vendus, atteignant la 59e meilleure vente de 45 tours en 1975.
La face B du 45 tours, Obsession, est un morceau instrumental créé et joué par Ringo lui-même.